# 레오노르 미카엘리스
레오노르 미카엘리스(독일어: Leonor Michaelis, 영어: Leonor Michaelis) (1875년 1월 16일~1949년 10월 8일)는 독일의 생화학자, 물리화학자, 의사였으며, 1913년에 모드 멘텐과 함께 효소 반응속도론에 대한 연구와 효소 저해, pH 및 퀴논에 대한 연구로 잘 알려져 있다.

## 어린 시절 및 교육
레오노르 미카엘리스는 1875년 1월 16일에 독일의 베를린에서 태어났으며, 고등학교 졸업 시험을 통과한 후 1893년에 인본주의적인 콜니쉬(Köllnisches) 김나지움을 졸업했다. 미카엘리스가 학교에서 상대적으로 사용되지 않는 실험실을 활용하도록 선생님으로부터 격려를 받았을 때 물리학과 화학에 대한 미카엘리스의 관심이 처음으로 촉발된 곳이 바로 여기였다.
순수 과학자에 대한 재정적인 안정성에 대한 걱정 때문에 미카엘리스는 1893년에 베를린 대학교에서 의학을 공부하기 시작했다. 그의 선생님 중에는 생리학의 에밀 뒤부아 레몽, 화학의 에밀 피셔, 조직학 및 발생학의 오스카 헤르트비히가 있었다.
베를린 대학교에 있는 동안 미카엘리스는 오스카 헤르트비히의 연구실에서 일했으며, 젖 분비의 조직학에 관한 논문으로 상을 받기도 했다. 개구리 알의 분열 결정에 관한 미카엘리스의 박사 논문 작업으로 그는 발생학에 관한 교과서를 집필하게 되었다. 헤르트비히 연구실에서의 연구를 통해 미카엘리스는 파울 에를리히와 그의 혈액 세포학 연구에 대해 알게 되었다. 미카엘리스는 1898년부터 1899년까지 에를리히의 개인 연구 조교로 일했다.
미카엘리스는 1896년 프라이부르크에서 의사 시험에 합격한 후 베를린으로 이주하여 1897년에 박사 학위를 받았다. 의학 학위를 받은 후 미카엘리스는 모리츠 리텐의 개인 연구 조교(1899년~1902년)와 에른스트 빅토르 폰 라이덴의 개인 연구 조교(1902년~1906년)로 일했다.

## 생애 및 업적
1900년부터 1904년까지 미카엘리스는 베를린 시립 병원에서 임상 의학 연구를 계속했고, 그곳에서 화학 실험실을 설립할 시간을 찾았다. 그는 1903년에 베를린 대학교에서 객원 강사를 맡았다. 1905년에 그는 클리니쿰 암 우르빈()의 세균학 연구실 소장직을 수락했고, 1908년에 베를린 대학교의 특별 교수가 되었다. 1914년에 미카엘리스는 에밀 압데르할덴의 악명 높은 임신 테스트가 재현될 수 없다는 논문을 발표했는데, 이 논문은 독일에서 학자로서 미카엘리스의 지위를 치명적으로 손상시켰다. 게다가 미카엘리스는 자신이 유대인이라는 이유 때문에 독일의 대학교에서 자신이 발전할 가능성이 더 이상 없을지도 모른다는 점을 두려워했다. 1922년에 미카엘리스는 생화학 교수로 일본 나고야 대학의 의과대학으로 옮겨 일본 대학 최초의 외국인 교수 중 한 명이 되었으며, 독일에서 여러 문서, 장비 및 화학 물질을 일본으로 가져왔다. 일본에서 그의 연구는 전위차 측정과 세포막에 중점을 두었다. 나가츠(Nagatsu)는 일본의 생화학에 대한 미카엘리스의 공헌에 대해 설명하였다.
1926년에 그는 볼티모어에 있는 존스 홉킨스 대학교에서 의학 연구 상주 강사로 근무했고, 1929년에는 뉴욕시에 있는 록펠러 의학 연구소에서 근무하다가 1941년에 은퇴했다.

### 미카엘리스-멘텐 식
미카엘리스와 멘텐의 작업은 미카엘리스-멘텐 식으로 이어졌다. 미카엘리스-멘텐 식은 다음과 같이 나타낼 수 있다.
{\displaystyle v={\frac {Va}{K_{\mathrm {m} }+a}}}
기질의 농도 {\displaystyle a}와 상수 {\displaystyle V} 및 {\displaystyle K_{\mathrm {m} }} (현대적인 기호로 표시)을 사용해 정상 상태에서의 속도 {\displaystyle v}를 계산한다.
동일한 형태와 동일한 의미를 지닌 방정식이 미카엘리스와 멘텐보다 10년 앞서 빅토르 앙리의 박사 학위 논문에 나타났다. 그러나 앙리는 더 이상 이에 대해 설명하지 않았는데 특히 그는 시간보다 초기 속도를 고려하는 것의 이점에 대해 논의하지 않았다. 그럼에도 불구하고 역사적으로는 앙리-미카엘리스-멘텐 식(Henri–Michaelis–Menten equation)이라고 지칭하는 것이 더 정확하다.

### 저해 유형의 분류
미카엘리스는 효소 저해를 연구하고 저해 유형을 경쟁적 저해나 비경쟁적 저해로 분류한 최초의 사람 중 한 명이었다. 경쟁적 저해에서는 {\displaystyle K_{\mathrm {m} }}의 겉보기 값이 증가하고, 비경쟁적 저해에서는 {\displaystyle V}의 겉보기 값이 감소한다. 현재는 {\displaystyle V/K_{\mathrm {m} }}의 겉보가 값이 {\displaystyle V}의 겉보기 값에 영향을 주지 않고 경쟁적 저해에서 감소한다고 생각한다. 미카엘리스의 경쟁적 저해제는 이 정의에 따르면 여전히 경쟁적 저해제이다. 그러나 그의 기준에 의한 비경쟁적 저해는 매우 드물지만 {\displaystyle V/K_{\mathrm {m} }} 및 {\displaystyle V}의 겉보기 값에 영향을 미치는 혼합 저해가 중요하다. 일부 저자들은 이를 비경쟁적 저해라고 부르지만 이는 미카엘리스가 이해한 비경쟁적 저해가 아니다. 나머지 중요한 종류의 저해인 무경쟁적 저해({\displaystyle V}의 겉보기 값이 {\displaystyle V/K_{\mathrm {m} }}의 겉보기 값에 영향을 주지 않고 감소함)는 미카엘리스에 의해 고려되지 않았다. 더 자세한 토론은 다른 곳에서 찾을 수 있다.

### 수소 이온 농도
미카엘리스는 1909년에 쇠렌 쇠렌센이 인버테이스에 대한 수소 이온 농도의 영향을 연구하여 pH 척도를 도입한 것을 거의 즉시 기반으로 삼았고, pH와 완충 용액 분야에서 세계 최고의 전문가가 되었다. 그의 책은 수십 년 동안 이 주제에 대한 주요 참고 자료였다.

### 퀴논
후기 연구에서 그는 퀴논에 대해 광범위하게 연구했으며 1902년에 요로 감염에서 미토콘드리아 및 미카엘리스-구트만 소체의 초생체 염색으로 야누스 그린을 발견했다. 그는 싸이오글리콜산이 케라틴을 용해시킬 수 있다는 사실을 발견했는 데, 이는 퍼머넌트 웨이브("파마")를 포함하여 화장품 산업에 여러 가지 의미를 갖게 되는 발견이었다.
그의 생애와 생화학에 대한 공헌에 대한 전체적인 논의는 더 많은 정보를 얻기 위해 고려될 수 있다.

## 음악 교육에서 스즈키 교육법을 "촉진"
미카엘리스는 일본에 있는 동안 젊은 스즈키 신이치를 알게되었는데, 스즈키는 나중에 바이올린과 다른 악기들을 가르치는 스즈키 교육법으로 유명해졌다. 스즈키는 미카엘리스에게 전문 바이올리니스트가 되어야 하는지에 대해 조언을 구했다. 아마도 재치 있는 것보다 더 정직했던 미카엘리스는 스즈키에게 가르치는 일을 하라고 조언했고, 그리하여 스즈키 교육법의 탄생을 촉진했다.

## 개인적인 삶과 죽음
미카엘리스는 헤드비히 필립스탈(Hedwig Philipsthal)과 결혼했다. 그들은 일제 볼만(Ilse Wolman)과 에바 M. 야코비(Eva M. Jacoby)라는 두 딸을 두었다. 레오노르 미카엘리스는 1949년 10월 8일 또는 10월 10일에 미국 뉴욕에서 사망했다.

## 명예
미카엘리스는 1924년에 하비 강사였으며, 1946년에는 시그마 자이 강사였다. 그는 1929년에 미국 과학진흥협회의 회원으로 선출되었고, 1943년에는 미국 국립과학원의 회원으로 선출되었다. 미카엘리스는 1945년에 캘리포니아 대학교 로스앤젤레스에서 명예 법학박사 학위를 받았다.

## 같이 보기
- 모드 멘텐
- 미카엘리스-멘텐 반응속도론